# Phong Sơn (thị trấn)
Phong Sơn là thị trấn huyện lỵ cũ của huyện Cẩm Thủy, tỉnh Thanh Hóa, Việt Nam.

## Địa lý
Thị trấn Phong Sơn nằm ở trung tâm của huyện Cẩm Thủy, có vị trí địa lý:
- Phía đông giáp xã Cẩm Ngọc và xã Cẩm Yên
- Phía tây giáp xã Cẩm Bình và xã Cẩm Giang
- Phía nam giáp xã Cẩm Châu
- Phía bắc giáp xã Cẩm Tú.

Thị trấn Phong Sơn có diện tích 34,42 km², dân số năm 2022 là 25.058 người, mật độ dân số đạt 728 người/km².

## Hành chính
Thị trấn Phong Sơn được chia thành 16 tổ dân phố: Cửa Hà, Dương Đình Huệ, Đại Đồng, Đại Quang, Đồng Chạ, Gia Dụ, Hòa Bình, Hoàng Giang, Linh Thung, Nghĩa Dũng, Ngọc Sơn, Phong Ý, Quang Trung, Tân An, Trường Ngọc và Tử Niêm.

## Lịch sử
Địa bàn thị trấn Phong Sơn hiện nay trước đây vốn là hai xã Cẩm Phong, Cẩm Sơn và thị trấn Cẩm Thủy thuộc huyện Cẩm Thủy.
Ngày 14 tháng 9 năm 1989, Hội đồng Bộ trưởng ban hành Quyết định số 124-HĐBT. Theo đó, thành lập thị trấn Cẩm Thủy (thị trấn huyện lỵ huyện Cẩm Thủy) trên cơ sở một phần diện tích và dân số của xã Cẩm Sơn.
Ngày 15 tháng 10 năm 2009, Chính phủ ban hành Nghị quyết số 52/NQ-CP. Theo đó, giải thể thị trấn Nông trường Thống Nhất thuộc huyện Yên Định và chuyển 114,95 ha diện tích tự nhiên và 205 người của thị trấn Nông trường Thống Nhất về xã Cẩm Sơn quản lý.
Sau khi điều chỉnh địa giới hành chính, xã Cẩm Sơn có 2.299,95 ha diện tích tự nhiên và 5.676 người.
Ngày 25 tháng 1 năm 2019, UBND tỉnh Thanh Hóa ban hành Quyết định số 393/QĐ-UBND về việc công nhận thị trấn Cẩm Thủy và khu vực dự kiến mở rộng (gồm các xã Cẩm Phong và Cẩm Sơn) đạt tiêu chuẩn đô thị loại V.
Đến năm 2018, thị trấn Cẩm Thủy có diện tích 3,71 km², dân số là 6.341 người, mật độ dân số đạt 1.709 người/km². Xã Cẩm Sơn có diện tích 22,78 km², dân số là 5.488 người, mật độ dân số đạt 241 người/km². Xã Cẩm Phong có diện tích 7,93 km², dân số là 7.011 người, mật độ dân số đạt 884 người/km².
Ngày 16 tháng 10 năm 2019, Ủy ban Thường vụ Quốc hội ban hành Nghị quyết số 786/NQ-UBTVQH14 về việc sắp xếp các đơn vị hành chính cấp xã thuộc tỉnh Thanh Hóa (nghị quyết có hiệu lực từ ngày 1 tháng 12 năm 2019). Theo đó, sáp nhập toàn bộ diện tích và dân số của hai xã Cẩm Phong, Cẩm Sơn và thị trấn Cẩm Thủy để thành lập thị trấn Phong Sơn.
Từ ngày 1 tháng 7 năm 2025, theo Nghị quyết số 1686/NQ-UBTVQH15, giải thể huyện Cẩm Thủy và thành lập xã Cẩm Thủy mới trên cơ sở sáp nhập toàn bộ diện tích tự nhiên và dân số của thị trấn Phong Sơn và xã Cẩm Ngọc.

## Giao thông
Thị trấn có Quốc lộ 217, đường tỉnh 519 và Đường Hồ Chí Minh chạy qua.